# Подшивалов, Иван Анатольевич
Иван Анатольевич Подшивалов (родился 4 апреля 1982, Коломна) — российский спортсмен, вице-чемпион Европы по академической гребле.

## Биография
Участник четырёх чемпионатов мира. По итогам допинг-проб на чемпионате мира 2007 года был дисквалифицирован на 2 года.
Лучший результат - 11 место (2010).
Участник трёх чемпионатов Европы. Вице-чемпион Европы 2014 года в соревнованиях восьмёрок. В 2015 году на чемпионате Европы стал бронзовым призёром в соревнованиях восьмёрок.